# Beauronne (Dordogne)
Beauronne település Franciaországban, Dordogne megyében. Lakosainak száma 372 fő (2022. január 1.). Beauronne Saint-Vincent-de-Connezac, Saint-Front-de-Pradoux, Douzillac, Saint-Jean-d’Ataux, Saint-Louis-en-l’Isle, Saint-Étienne-de-Puycorbier és Saint-André-de-Double községekkel határos.

## Népesség
A település népességének változása:
| Lakosok száma | 412  | 340  | 328  | 302  | 342  | 363  | 372  | 371  | 371  | 372  |
|               | 1968 | 1982 | 1990 | 2006 | 2013 | 2015 | 2017 | 2019 | 2020 | 2022 |